# Leavenworth (Kansas)
Pour les articles homonymes, voir Leavenworth.
La ville de Leavenworth est le siège du comté de Leavenworth, dans l’État du Kansas, aux États-Unis. Sa population s’élevait à 35 251 habitants lors du recensement de 2010, estimée à 36 062 habitants en 2018, ce qui en fait la ville la plus peuplée du comté. Leavenworth fait partie de la zone métropolitaine de Kansas City. Elle est située sur la rive ouest de la rivière Missouri.

## Histoire
Fondée en 1854, Leavenworth est la première ville créée dans l’État. Elle fut établie à partir du fort Leavenworth, construit par le colonel Henry Leavenworth en 1827 après l'achat de la Louisiane à la France en 1803.

## Prisons
Leavenworth abrite de nombreuses prisons, dont le pénitencier fédéral de Leavenworth, ainsi qu'une prison militaire, la United States Disciplinary Barracks.

## Enseignement
La cité possède une université appelée University of Saint Mary placée sous la tutelle des Sœurs de la charité de Leavenworth (Sisters of Charity).

## Jumelages
Leavenworth est jumelée avec Wagga Wagga (Nouvelle-Galles du Sud, Australie) et Ōmihachiman (Kinki, Japon).

### Source
- (en) Cet article est partiellement ou en totalité issu de l’article de Wikipédia en anglais intitulé « Leavenworth, Kansas » (voir la liste des auteurs).